# Max August Zorn

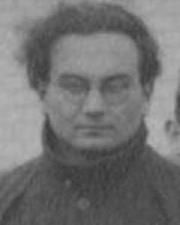
Max August Zorn (1930)

Max Augustus Zorn (Krefeld, 6 juni 1906 - Bloomington, Indiana, 9 maart 1993) was een in Duitsland geboren,  Amerikaanse wiskundige. Hij was actief op de gebieden van de abstracte algebra, de groepentheorie en de numerieke analyse. Hij is de bedenker van het naar hem genoemde lemma van Zorn, een krachtig instrument in de verzamelingentheorie. Dit lemma kan worden toegepast op een breed scala van wiskundige constructen, zoals vectorruimten, gedeeltelijk geordende verzamelingen en andere constructen. Het lemma van Zorn werd in 1922 voor het eerst ontdekt door Kazimierz Kuratowski en dertien jaar later, onafhankelijk van Kuratowski, door Zorn.